# Emily
Emily és una població dels Estats Units a l'estat de Minnesota. Segons el cens del 2000 tenia 847 habitants.

## Demografia
Segons el cens del 2000, Emily tenia 847 habitants, 368 habitatges, i 243 famílies. La densitat de població era de 10,9 habitants per km².
Dels 368 habitatges en un 21,7% hi vivien nens de menys de 18 anys, en un 58,4% hi vivien parelles casades, en un 4,3% dones solteres, i en un 33,7% no eren unitats familiars. En el 30,7% dels habitatges hi vivien persones soles el 17,4% de les quals corresponia a persones de 65 anys o més que vivien soles. El nombre mitjà de persones vivint en cada habitatge era de 2,3 i el nombre mitjà de persones que vivien en cada família era de 2,85.
Per edats la població es repartia de la següent manera: un 22,4% tenia menys de 18 anys, un 4,8% entre 18 i 24, un 19,1% entre 25 i 44, un 29% de 45 a 60 i un 24,6% 65 anys o més.
L'edat mediana era de 48 anys. Per cada 100 dones de 18 o més anys hi havia 99,1 homes.
La renda mediana per habitatge era de 34.276 $ i la renda mediana per família de 37.750 $. Els homes tenien una renda mediana de 30.000 $ mentre que les dones 23.068 $. La renda per capita de la població era de 17.854 $. Entorn del 3,9% de les famílies i el 7,7% de la població estaven per davall del llindar de pobresa.

## Poblacions més properes
El següent diagrama mostra les poblacions més properes.